# Oidhche Sheanchais
Oidhche Sheanchais è un cortometraggio del 1935, diretto da Robert J. Flaherty. 

## Trama
Il seanchaí (tradizionale contastorie gaelico) Seán racconta ad una famiglia riunita attorno al focolare la storia di Máirtín Mac an Rí. Dei suoi tre figli, solo il minore dà ascolto al consiglio del padre di portare con sé, nel ritirare le reti da pesca dalla baia, un forcone per attizzare il caminetto. Quando i tre fratelli giungono sul posto, un'ondata immensa sta venendo contro le loro barche: molti altri pescatori, inghiottiti dalle acque, periscono, ma il giovane figlio di Máirtín scaglia il forcone contro l'onda che si placa risparmiando loro la vita.
Quattro mesi dopo un signore dall'aspetto nobile si presenta da Máirtín e gli chiede di affidargli il figlio minore per poco tempo, assicurandolo sulla sua incolumità. Il giovane e il signore si recano ad un castello: qui giace una donna sul cui corpo è conficcato il forcone, e il signore chiede al ragazzo di toglierlo. Il ragazzo esegue, la donna, che non era altri che la grande onda, ringrazia e predice un avvenire prospero.
Dopo tre anni la fortuna bussa alla porta di Máirtín; dopo altri tre anni egli era diventato tanto ricco da poter acquistare tutta la baia di Blacksod, dove abitava; e dopo ulteriori tre anni egli era tanto ricco da poter acquistare tutta la contea.
La famiglia ringrazia.  

## Produzione
Oidhche Sheanchais è stato prodotto durante le sedute di registrazione sonora del più noto film di genere docu-fiction di Flaherty, L'uomo di Aran, ed è rimarchevole per essere il primo film in lingua irlandese dotato di audio in presa diretta.
Il film è stato girato agli studios Gaumont-British. 

## Distribuzione
Il film uscì il giorno di San Patrizio (17 marzo) del 1935 in un numero limitato di sale cinematografiche a Dublino, Cork e Galway. La reazione della stampa fu in generale favorevole, con diversi critici che lodavano la prestazione del seanchaí (tradizionale contastorie gaelico). Un recensore dell'Irish Times, pur ammettendo di non conoscere l'irlandese, disse di apprezzare molto il film. Ma la reazione del pubblico fu piuttosto tiepida e il film venne ritirato dalla distribuzione dopo un paio di settimane.
La pellicola era ritenuta essere perduta in un incendio del 1943, ma nel 2012 una copia in celluloide è stata catalogata alla Houghton Library dell'Università di Harvard, attirando subito l'attenzione degli studiosi. Una versione restaurata, in 35 millimetri, è stata proiettata in "prima" nel 2015. Questa versione ha una durata di 11 minuti; altre fonti che assegnano al film una durata di 20 minuti appaiono essere erronee.
Oidhche Sheanchais ebbe il suo primo passaggio televisivo nel novembre del 2016 per l'emittente irlandese TG4, preceduta da un documentario di Kieran Concannon dal titolo Oíche Chaillte an tSeanchaí ("La notte perduta del contastorie").